# Agraylea
Agraylea is een geslacht van schietmotten uit de familie Hydroptilidae.

## Soorten
Deze lijst van 11 stuks is mogelijk niet compleet.
- A. costella HH Ross, 1941
- A. cretaria L Botosaneanu, 1995
- A. drosima L Navas, 1917
- A. insularis (HA Hagen, 1865)
- A. lentiginosa L Botosaneanu RO Johnson PR Dillon, 1998
- A. multipunctata J. Curtis, 1834
- A. parva W Wichard & AC Boelling, 2000
- A. saltesea HH Ross, 1938
- A. sexmaculata J. Curtis, 1834
- A. spathifera Ulmer, 1912
- A. taymyrensis W Mey, 2003